# 藤原長方
藤原 長方（ふじわら の ながかた）は、平安時代後期の公卿・歌人。藤原北家勧修寺流葉室家、権中納言・藤原顕長の子。官位は従二位・権中納言。藤原俊成の甥で藤原定家の従兄に当たる。

## 経歴
久安2年（1146年）従五位下に叙爵。久寿2年（1155年）従五位上・丹波守に叙任され、保元元年（1156年）中宮権大進を兼ねる。
保元2年（1157年）正五位下・三河守に叙任。皇后宮権大進・五位蔵人・丹波権守を歴任し、応保元年（1161年）右少弁に任ぜられる。永万元年（1165年）には権左中弁、永万2年（1166年）には左中弁に転じた。仁安2年（1167年）従四位下・左衛門権佐に叙任。嘉応元年（1169年）従四位下に進み、嘉応2年（1170年）従四位上・蔵人頭に叙任された。
嘉応3年（1171年）左宮城使に任ぜられる。安元元年（1175年）右大弁に転任し、安元2年12月（1177年1月）参議に任ぜられて公卿に列した。安元3年（1177年）には従三位・備後権守に叙任。さらに治承3年（1179年）正三位・左大弁に叙任された。治承4年（1180年）高倉天皇の院別当を務め、近江権守を兼任した。
治承5年（1181年）、権中納言。「八条中納言」と称される。寿永2年（1183年）、従二位に昇叙。後に中風により出家。建久2年（1191年）3月10日薨去。享年53。
家集に『按納言長方集』、日記に『禅中記』（尊経閣文庫蔵）がある。

## 人物
剛直な人柄であり、平清盛の政策にしばしば反対した。福原遷都に異を唱え、後白河法皇の幽閉に反対している。
一方、和歌にも秀でており、元暦元年（1184年）の別雷社後番歌合などに出詠した。『千載和歌集』以下の勅撰和歌集に41首が入集。
- 百人秀歌（小倉百人一首の原撰本）
紀の国の　由良の岬に　拾ふてふ　たまさかにだに　逢ひ見てしがな

## 官歴
- 久安2年（1146年）7月10日：蔵人に補す。元一條院判代官、8月2日：従五位下に叙す（前女御道子未給）。
- 久寿2年（1155年）9月13日：丹波守に任ず。11月21日：従五位上に叙す（大嘗會丹波國司）。
- 保元元年（1156年）10月27日：中宮権大進を兼ぬ。
- 保元2年（1157年）10月22日：正五位下に叙す（造内裏丹波國賞）。12月7日：三河守に遷る。
- 保元3年（1158年）2月13日：皇后宮権大進に任ず（本宮居上）。10月12日：守を止む。
- 平治元年（1159年）5月1日：五位蔵人に補す。11月1日：丹波権守に任ず（大嘗會國司除目）。
- 応保元年（1161年）9月15日：右少弁に任ず。4月19日：権大進を辞す。
- 永万元年（1165年）6月25日：更に新帝の蔵人に補す。8月17日：権左少弁に転ず。
- 永万2年（1166年）6月6日：左少弁に転ず。8月27日：右衛門権佐を兼ぬ。9月1日：使宣旨を下さる。
- 仁安2年（1167年）
  - 正月30日：左中弁に転じ、左衛門権佐に遷る。
  - 7月12日：従四位下に叙す（院平治元御給）。
  - 10月18日：服解す（父）。
  - 12月13日（1168年1月24日）：復任す。
- 嘉応元年（1169年）4月28日：従四位上に叙す（行幸院。院司）。
- 嘉応2年（1170年）
  - 正月18日：左中弁に転ず。
  - 2月3日：率分所勾当并びに装束使と為す。
  - 3月24日：正四位下に叙す（春日行幸行事賞）。
  - 12月30日（1171年2月6日）：蔵人頭に補す。
- 嘉応3年（1171年）4月7日：左宮城使に任ず。
- 安元元年（1175年）12月8日：右大弁に転ず。
- 安元2年12月25日（1177年1月26日）：参議に任ず。大弁如元。
- 安元3年（1177年）正月13日：備後権守を兼ぬ。12月17日：従三位に叙す。
- 治承3年（1179年）9月5日：正三位に叙す（行幸石清水加茂行幸賞）。10月9日：左大弁に転ず。
- 治承4年（1180年）2月21日：親院別當に補す。
- 治承5年（1181年）3月26日：近江権守を兼ぬ。12月24日（1182年1月30日）：権中納言に任ず（参議労）。
- 寿永2年（1183年）12月22日：従二位に叙す。
- 元暦2年（1185年）6月25日：出家。俄中風に依る。

## 系譜
- 父：藤原顕長
- 母：藤原俊忠の娘
- 妻：藤原信西の娘
  - 長男：藤原宗隆（1166-1205）
  - 次男：藤原長兼（?-?） - 頼房とも
  - 三男：藤原時長（?-?）
- 妻：江口遊女木姫
  - 四男：藤原兼高（1179-1239）[4]
- 妻：藤原師高の娘
- 生母不明の子女
  - 五男：藤原長隆
  - 男子：顕瑜（?-?）
  - 男子：乗願